# La Capilla, Jaltocán
La Capilla är en ort i Mexiko.   Den ligger i kommunen Jaltocán och delstaten Hidalgo, i den sydöstra delen av landet, 200 km norr om huvudstaden Mexico City. La Capilla ligger 158 meter över havet och antalet invånare är 666.
Terrängen runt La Capilla är kuperad åt sydost, men åt nordväst är den platt. Runt La Capilla är det ganska tätbefolkat, med 248 invånare per kvadratkilometer. Närmaste större samhälle är Huejutla de Reyes, 11,0 km öster om La Capilla. Omgivningarna runt La Capilla är en mosaik av jordbruksmark och naturlig växtlighet.